# Sabine Bleuze
Pour les articles homonymes, voir Bleuze.
Sabine Bleuze, née le 16 janvier 1959, est une joueuse française de water-polo. 

## Carrière
Avec l'équipe de France féminine de water-polo, Sabine Bleuze est médaillée de bronze aux Championnats d'Europe 1987. Elle a ensuite été entraineuse de l'équipe de France.